# Valeriy Butenko
Valeriy Pavlovich Butenko - em russo, Валерий Павлович Бутенко (Moscou, 16 de julho de 1941 – Moscou, 13 de fevereiro de 2020) foi um árbitro de futebol e futebolista russo.

## Carreira como jogador
Antes de ser árbitro, Butenko jogou como meio-campista entre 1966 e 1974, por Dínamo-d Moscou, Dínamo Makhachkala, Shakhter Kiselevsk, Sakhalin Yuzhno-Sakhalinsk (o clube antigo, que não deve ser confundido com a equipe homônima, fundada em 2004) e Soyuz Moscou.[carece de fontes?]

## Carreira como árbitro
2 anos após pendurar as chuteiras, passou a apitar jogos profissionais de futebol em 1976, aos 34 anos de idade, passando a integrar o quadro de arbirtragem da Federação de Futebol da URSS. Em 1981, virou árbitro da FIFA, onde permaneceu até 1991, ano de sua aposentadoria. No mesmo ano, encerrou sua carreira na primeira divisão do Campeonato Soviético, pelo qual apitou 198 partidas.[carece de fontes?]
Na Copa de 1986, Butenko apitou somente um jogo, entre Argélia e Irlanda do Norte.[carece de fontes?]

## Morte
Butenko faleceu em 13 de fevereiro de 2020, aos 78 anos.